# باتريك كرم
باتريك كرم هو سياسي فرنسي، ولد في 8 فبراير 1961 في بوانت-آه-بيتر في فرنسا. نشط حزبياً في الاتحاد من أجل حركة شعبية. وقد انتخب عضو المجلس المحلي لإيل دو فرانس ‏ عن دائرة باريس وقد انضم خلال فترته النيابية ‏ (13 ديسمبر 2015 – ) للكتلة البرلمانية .